# Dudley Dorival
Dudley Dorival (ur. 1 września 1975 w Elizabeth) – reprezentujący Haiti amerykański lekkoatleta, płotkarz. W lipcu 1999 roku został obywatelem Haiti (jego rodzice pochodzili z Haiti). W 2001 roku na mistrzostwach świata w Edmonton zdobył dla Haiti brązowy medal na dystansie 110 metrów przez płotki. Jest to jedyny medal mistrzostw świata w lekkoatletyce zdobyty przez reprezentanta tego kraju.

## Osiągnięcia
- srebrny medal mistrzostw świata juniorów (Lizbona 1994)
- brąz Uniwersjady (Sycylia 1997)
- 7. miejsce podczas igrzysk olimpijskich (Sydney 2000)
- brązowy medal mistrzostw świata (Edmonton 2001)

## Rekordy życiowe
- bieg na 110 m przez płotki – 13,25 (2001) rekord Haiti
- bieg na 50 m przez płotki (hala) – 6,50 (2001) rekord Haiti[1]
- bieg na 60 m przez płotki (hala) – 7,55 (2001) rekord Haiti[2]
- bieg na 110 m przez płotki (hala) – 13,74 (2000) rekord Haiti[3]